# Junonia sanghirensis
Junonia sanghirensis är en fjärilsart som beskrevs av Otto Staudinger. Junonia sanghirensis ingår i släktet Junonia och familjen praktfjärilar. Inga underarter finns listade i Catalogue of Life.